# Glyfosat
Glyfosat är en herbicid med formeln C3H8NO5P.
Glyfosat är en aktiv komponent i växtskyddsmedlet Roundup. Medlet lanserades 1974 och är idag det mesta använda växtskyddsmedlet i världen.
Medlet anges av företaget Monsanto vara ofarligt för människor, men detta är omdebatterat. [källa behövs]

## Historia
Glyfosat upptäcktes först 1950 av Henry Martin, en schweizisk kemist anställd vid läkemedelsföretaget Cilag. Arbetet blev dock aldrig publicerat.
Först 1960 började det amerikanska företaget Monsanto intressera sig för att hitta ett välfungerade ogräsmedel och de köpte då upp Cilags tidigare forskning. 1970 upptäckte deras kemist John E Franz och hans team Glyfosats effekter som senare skulle marknadsföras som Roundup då det lanserades 1974.
För den här upptäckten fick han National Medal of Technology and Innovation 1987 och Perkinmedaljen 1990.
Roundup är effektivt mot över 125 växter som är årligt återkommande och kortlevande. Det används både inom jordbruk men även i offentligt och privat bruk för att hålla järnvägar och gruspartier fria från ogräs.
En vanlig användning för Roundup inom jordbruket var att bespruta odlingsfälten innan och efter sådd för att få ett rent fält, eller att bespruta mellan de fleråriga plantorna (som frukt, nötter etc) för att rensa bort ogräs mellan plantorna.

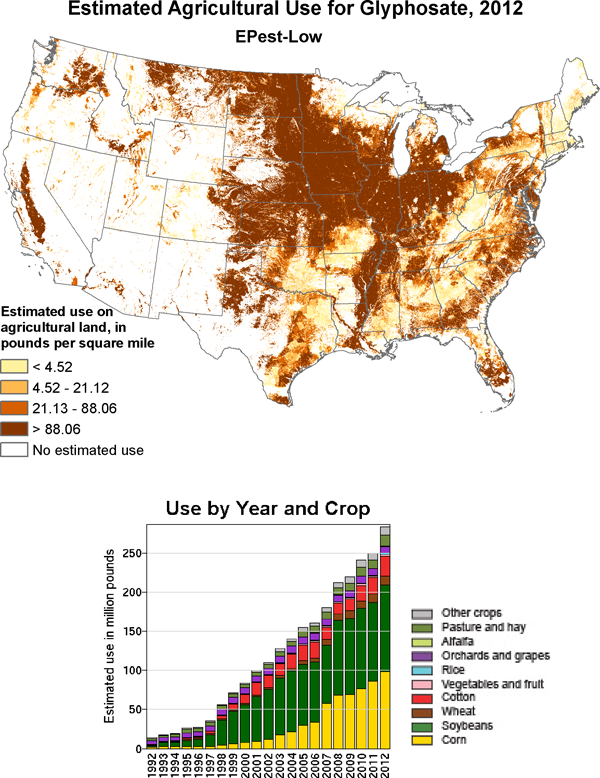
Uppskattad användning av glyfosat per område och gröda, 2014.

För att lättare kunna använda bekämpningsmedlet har genmodifierade växter utvecklats med resistens mot glyfosat, så endast ogräs påverkas. I praktiken innebär detta att anpassade grödor innehar en gen som gör den tolerant mot bekämpningsmedlet. På detta viset kan glyfosatinnehållande bekämpningsmedel användas under hela skörden. Det första försöket som gjordes med sojabönor år 1996 och 8 år senare, 2004, var 85% av alla sojabönsplantor i USA resistenta mot glyfosat. Inom 10 år var mer än 90% av beståndet av bomull, majs, sockerrör och sojabönsplantor resistenta.
Innan de genmodifierade grödornas lansering ansågs det vara låg risk att ogräs skulle utveckla resistens mot preparatet, och fyra år efter introduktionen av de första genmodifierade sojabönorna inkom rapporter om en ogräsart som överlevde besprutningen på sojabönsfälten. År 2011 fanns det 21 rapporterade ogräsarter som blivit resistenta mot glyfosatbehandling.

## Egenskaper

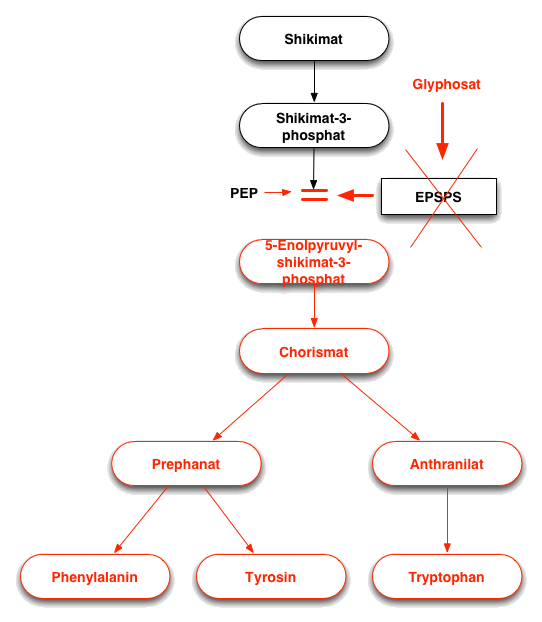
Effekten av glyfosat när EPSP är inhiberat.

Glyfosat inhiberar enzymet 5-enolpyruvylshikimat-3-fosfat (EPSP), som utgör del av den enzymkedja som kallas shikimatbanan. Shikimatbanan är en förutsättning för biosyntesen av de aromatiska aminosyrorna tyrosin, tryptofan och fenylalanin i växtceller. Genom att blockera den kan växterna inte bilda nödvändiga proteiner, vilket leder till att växten dör. Shikimatbanan finns endast hos prokaryota celler och vissa bakterier.
Glyfosat är den aktiva komponenten i många bekämpningsmedel. För att glyfosat ska vara aktivt behöver det finnas tillsammans med ytaktiva ämnen, inget bekämpningsmedel är således rent glyfosat.
Studier har visat att vissa glyfosatbaserade föreningar kan vara genotoxiska, det vill säga att de kan orsaka skada på DNA. I andra studier har enbart glyfosats motsvarande effekt undersökts, där har inte denna effekt påvisats. Glyfosatbaserade föreningar uppvisar högre toxicitet än rent glyfosat.

## Användning i Sverige
Glyfosat är ett bekämpningsmedel som i första hand används för att motverka ogräs på jordbruksmark. Växtskyddsmedlet används framförallt på våren innan grödornas uppkomst samt på hösten efter skörd. Glyfosat har visat effekt mot parkslide.
I Sverige finns ett 20-tal godkända växtskyddsmedel. Majoriteten av bekämpningsmedlen är till för yrkesbruk men ett antal på marknaden får säljas till privatpersoner. Totalt såldes det 621,2 ton glyfosat 2020 och det är en ökning från 2017 när summan var 485 ton.
När bekämpningsmedel används kan det läcka till omgivande vattenmiljöer. Transporten av ämnet till dagvattensystem och nedströms vattenmiljöer beror sannolikt på nederbördens intensitet och markytornas beskaffenhet. Glyfosat binder hårt till polära ytor till exempel sand och betong och svagt till icke polära ytor som asfalt. Lite regn innebär att ämnet absorberas av underliggande lager av grus, sand och jord samt avdunstar direkt från ytorna. Används bekämpningsmedlet i anslutning till stor nederbörd kommer troligen spridning av ämnet vara högre. Ämnet kan spridas via luft och nederbörd från jordbruk men fynd av bekämpningsmedel i dagvatten i bostadsområden beror sannolikt på konsumenternas egna användning.
Bekämpningsmedel brukas mer i södra Sverige än i nordligare områden. Odlingssäsongen och val av grödor påverkar utfallet. Potatis, sockerbetor, potatis, rödbetor och vitkål brukar behandlas mycket - grödorna odlas främst i Halland och Skåne. Höst- och vårsäd odlas i Västergötland och Östergötland och har generellt lägre hektardoser med bekämpningsmedel. Mängden bekämpningsmedel som används per hektar har minskat sedan 2002. Ytvattnet påvisar högre halter av glyfosat under vår och höst när växtskyddsmedel används som mest i jordbruket.
EU-kommissionen har beslutat om ett förnyat godkännande av glyfosat som verksamt ämne i växtskyddsmedel som gäller till 15 december 2022. ECHA, Euopean chemical agency förvaltar klassificering, lagstiftning och märkning av kemikaliska ämnen. Bekämpningsmedel tillhör ämnesgruppen där klassificering sker på EU nivå och sedan tillämpas i hela Europa. Klassificeringen av kemikalier grundar sig på ämnets farliga egenskaper – ej sannolikheten för exponering för ämnet.
Kemikalieinspektionen har som uppgift att godkänna bekämpningsmedel som säljs i Sverige. Vid godkännandet beslutas det vilken behörighetsklass ämnet skall tillhöra. Det finns tre behörighetsklasser: klass 1 och 2 - används yrkesmässigt. Klass 3 får användas av alla i Sverige. Det finns inget gemensamt system för behörighetsklasser i EU. EU har utsett fyra medlemsstater – Nederländerna, Ungern, Frankrike och Sverige som skall genomföra inledande utvärdering om ämnet glyfosat skall få nyttjas i EU efter 2022. Arbetsgruppen heter AGG (Assesment Group on Glyphosate).
I syfte att skydda miljö och människors hälsa i Sverige får inte växtskyddsmedel användas på lekplatser, parker, förskole- skolgårdar och rekreationsområden som allmänheten har tillträde till. Beslutet togs 24 mars 2021 och det gäller även krukväxter i trädgårdar, tomtmark för bostadshus, koloniträdgårdsområden, växthus som ej används yrkesmässigt och växter inomhus.
Bekämpningsmedel med glyfosat som ej får användas i Sverige sedan 1 oktober 2021: Roundup Q (regnr 4562), Roundup Terrace (regnr 4996), Roundup Gel Max (regnr 5305), Roundup E (regnr 5118), Roundup Gel (regnr 5066), Roundup Plug (regnr 5359).

## Användning internationellt
Glyfosat och isopropylaminsalt är de aktiva substanserna i bekämpningsmedel, Roundup är mest välkänd. Patentet från Monsanto gick ut 2000 därav finns ämnet i ett flertal växtskyddsmedel idag. Det är den vanligaste herbiciden rent volymmässigt och används i första hand mot gräs och andra gömfröväxter. Företaget Monsanto blev sedan år 2018 uppköpta av det tyska bolaget Bayer.
I Colombia har den glyfosattoleranta kakaoplantan Boliviana negra avlats fram efter att flygbesprutningar av kakaoodlingar har använtas som metod för att bekämpa ogräs. Detta har lett till att odlingarna förflyttats till nationalparker där besprutning ej är tillåtet.
Sedan 1996 finns det genmodifierade sojabönor på marknaden, som ej påverkas av glyfosat. Även majs, raps, alfalfa och bomull finns tillgängligt under namnet Roundup Ready.

## Spår i mat
Vid en undersökning av glyfosat i födohonung uppkom det spår av glyfosat. Likaså även i mat där honung använts som sötning, t.ex. bröd och färdiga processade rätter. Man kan konstatera att mat kan kontamineras på flera olika sätt exempelvis genom direkt kontakt såsom via luft och vattendrag, kontamination via skördning eller processation av mat, eller via transport av djur exempelvis bin.[källa behövs]
International Agency for Research on Cancer (IARC) publicerade i juli 2015 en rapport, med slutsatsen att glyfosat troligen är cancerframkallande. De har tidigare även klassat kaffe och inlagda grönsaker som troligen cancerframkallande. IARC:s bedömningar avser risk och inte faror. Det vill säga att man tar ställning till om ett ämne möjligen kan orsaka cancer, inte om ett ämne möjligen kan orsaka cancer vid rekommenderade doser.
IARC:s slutsats är omdebatterad av flera anledningar, bland annat hade ordföranden kännedom om övrig data som tydde på att glyfosat inte alltid var cancerframkallande, men ska ha hemlighållit dessa data från kommittén. Han har också tillkännagett att dessa data skulle ha ändrat IARC:s klassificering av glyfosat. IARC:s slutsatser bestrids i en senare rapport från ett möte tillsammans med FN-organen WHO och FAO i maj 2016. Där dras slutsatsen att glyfosat via kosten inte är cancerframkallande för människor. Även organisationer såsom EPA (Environmental Protection Agency), EFSA (European Food Safety Authority) och Kanadas hälsodepartement har uttalat sig i motsats med IARC:s rapport och deklarerat att glyfosat inte är cancerframkallande om rekommenderade doser används.
Canadian Food Inspection Agency (CFIA) fann glyfosat i 29,7% av 3188 tester gjorda på föda mellan 2015 och 2016. EU:s granskning av frukt och grönsaker 2015 fann att 45% av dessa innehåll något bekämpningsmedel vilka 8% av dessa innehöll glyfosat.
| Glyfosat/Ppm   | US   | EU   | Kanada | Australien |
| -------------- | ---- | ---- | ------ | ---------- |
| Äpple          | 0.2  | 0.1  | 0.1    | 0.005      |
| Citron         | 0.5  | 0.1  | 0.1    | 0.5        |
| Kanel          | 7    | 0.1  | 0.1    | 0.2        |
| Telöv          | 1    | 2    | 0.1    | 2          |
| Morot          | 5    | 0.1  | 0.1    | 0.1        |
| Majsgryn       | 5    | 1    | 3      | 5          |
| Kyckling       | 0.1  | 0.05 | 0.08   | 0.1        |
| Ägg - kyckling | 0.05 | 0.05 | 0.08   | 0.08       |
| Räkor          | 3    | -    | 0.1    | -          |
| Bläckfisk      | 3    | -    | 0.1    | -          |
| Vete           | 30   | 10   | 5      | 5          |
| Mandel         | 1    | 0.1  | 0.1    | 0.2        |

## Toxikologi
Glyfosat anses vara mindre giftigt än många andra bekämpningsmedel som exempelvis mot klororganiska föreningar. Akut förgiftning visar sig genom illamående, kräkningar, diarréer och magont. Glyfosat är inte irriterande vid direktkontakt på huden, men som däremot är måttligt irriterande om man får det i ögonen.
Genom granskning av de toxikologiska effekterna av glyfosat och metaboliter på både encelliga och flercelliga organismer framkommer skadliga effekter på samtliga. Exempelvis har glyfosat minskat fotosynteshastigheten hos alger, minskat tillväxt av svampar samt minskad mängd av bakterier i miljön. Dess toxiska effekt har spårats från encelliga organismer till däggdjur.

### Människor
Användning av glyfosat påverkar inte längre bara däggdjur utan också människor. Forskning har framkommit till att alla glyfosatformuleringar är avsevärt mer toxiskt än ren glyfosat.[källa behövs] Enligt forskare är glyfosatets toxicitet oväsentlig när rester av ämnet hittats i livsmedel såsom socker, majs, soja och vete.[källa behövs] Astrofysikern Neil deGrasse Tyson angav i poddradio att LD₅₀ (dödlig dos) för glyfosat är något värre än salt och gav ett exempel där glassproducenten Ben & Jerry's hamnade i rampljuset för att rester av glyfosat hittats i deras glass men där restmängden visade sig vara så liten att konsumenter först torde överdosera på glyfosat efter konsumtion av 30 miljoner pint (ca 14 miljoner liter) av glass, medan LD₅₀ för sackaros ligger vid 30 pint (ca 14 liter) av glassen.
Resultat ifrån andra forskningsstudier[källa behövs] visar på att de låga och rekommenderade doserna av glyfosat kan störa hormonsystemet hos människor. Glyfosatets störningar gentemot enzymer förstärkte de skadliga effekterma av andra livemedelsburna kemikalierester och miljögifter vilket resulterade i skador på kroppens alla cellulära system. Exempelvis har Roundup visat sig vara kraftfullt hormonstörande hos människor, vilket visat sig orsaka allvarlig skada på placentaceller med en minskande aktivitet av enzymet aromatas.[källa behövs] Glyfosat orsakar DNA-skador hos människor och plasmaskador samt defekter på epitelceller. Det finns en mycket högre prevalens av Alzheimers sjukdom i jordbrukssamhällen som använder glyfosat (och hos möss har visats ett samband mellan exponering för glyfosat och klassiska symtom på demensjukdomen Alzheimers sjukdom.) Till slut gör det att kroppen lättare blir mottaglig för många allvarliga sjukdomar som mag- och tarmstörningar, fetma, hjärt- och kärlsjukdomar, depresson, autism, diabetes, fertilitet och cancer. 

### Vattenlevande flercelliga organismer och djur
Glyfosat har visat sig ha toxiska effekter på olika alger då den minskar klorofyllhalten även vid låga koncentrationer (0,45 g/L) samt till och med orsaka hämning av fotosyntesprocessen. Även kräftor har påverkats av blandningen av glyfosat och polyoxietylenamin vilket resulterade i lägre somatisk tillväxt och minskad proteinnivå i muskler. Det minskade också glykogenlagren i musklerna och lipidreserverna hos kräftdjuret. Dessutom märktes en betydande viktminskning när arten exponerades för något av dessa glyfosat eller det ytaktiva ämnet polyoxietylenamin.
Hued studerade år 2012 toxiska effekter av bekämpningsmedlet Roundup på fisken Jenynsia multidentata. Fisken exponerades för Roundup med olika koncentrationer. LD50 uppnåddes efter 96 timmars exponering för både honor och hanar. Samtliga fiskar som exponerades för de högre koncentrationerna, 60 och 100 mg/L, dog. Även vid exponering av låg koncentration påverkades fiskarna. Vid koncentrationen 0,5 mg/L under 8 upp till 24 dagar utstuderades att den sexuella aktiviteten hos hanar minskade.

### Landlevande flercelliga organismer och djur
Nemathelminthes är en viktig klass av lägre ryggradslösa djur som är mestadels parasitära men deras mångfald och korrelation med jorden indikerar ekosystemets tillstånd. De hjälper till att upprätthålla jordens näringscykel och förstärker utbudet av det naturliga ekosystemet. De påverkas också negativt av glyfosatet där i maskarnas vuxna stadium uppnås LD50 vid exponering av 1,76 mg/L.
Daggmaskar är en väsentlig beståndsdel i markens flora och hjälper till att upprätthålla jordens kvalitet och ekosystem. Ingen ökad dödlighet observerades vid exponering av glyfosat. Vid överanvändning av glyfosat påverkades daggmaskarna så pass allvarligt att deras reproduktionshastighet minskade, de förlorade kroppsmassa och utvecklade DNA-skador. Inga kokonger eller juveliner fanns i jorden som besprutas.
Det enzym som glyfosat angriper hos växter och vissa mikroorganismer har även visat sig påverka honungsbins tarmflora. Bin har en specialiserad mikroflora som skyddar dem mot patogener och gynnar deras tillväxt. Vid exponering av glyfosat påverkas deras mikroflora och ökar risken för dem att drabbas av infektioner vilket påvisats att vissa bisamhällen ökar dödligheten markant. Även påvisad störd effekt av metabolismen och en minskad vikt har studerats. Bin pollinerar 1/3 av vår mat.
Sniglars reproduktion och utveckling påverkas av glyfosat. Vid stor användning av glyfosat i jord och dess avrinning till vattensystem har deras kapacitet att lägga ägg minskats, och kläckningsprocessen  hämmats.
Hos vuxna hanråttor reducerades den totala mängden spermier av glyfosat. Även nivån av testosteronet sjunker och antalet abnorma spermier ökar. Liknande studier där utvärdering av de störande effekterna orsakade av glyfosat på råttornas reproduktionssystem har påvisat signifikant förändrad utveckling av puberteten. Även denna studie påvisades minskad testosteronproduktion hos hanråttor.